# Diadocidia valida
Diadocidia valida is een muggensoort uit de familie van de Diadocidiidae. De wetenschappelijke naam van de soort is voor het eerst geldig gepubliceerd in 1874 door Mik.